# Miroslav Međimorec
Miroslav Međimorec (Zagreb, 4. siječnja 1942.) je hrvatski kazališni i filmski redatelj, književnik (piše romane i pripovijetke), publicist i diplomat.

## Životopis
Miroslav Međimorec rodio se 4. siječnja 1942. godine u Zagrebu, po nacionalnosti je Hrvat. Završio je Filozofski fakultet (1965.) i Akademiju za kazališnu i filmsku umjetnost (1973.) u Zagrebu, i poslijediplomski studij u Royal Shakespeare company London/Stratford on Avon. Doktorirao je 2010. godine iz teatrologije i dramatologije na Filozofskom fakultetu u Zagrebu.
1956. – 1960. IV gimnazija u Zagrebu

1960. – 1965. studij na Filozofskom fakultetu u Zagrebu (Komparativna književnost i engleski)

1967. – 1973. studij režije na Akademiji za kazalište i film/AKiF-u Zagreb

1973. poslijediplomska stipendija Britanskog savjeta u RSC (London i Stratford on Avon)

1965. – 1985. redatelj/ slobodna profesija

1985. – 1992. redatelj u Dramskom kazalištu Gavella, Zagreb

1991. – 1993. branitelj, visoki časnik u HV i Ministarstvu obrane RH

1993. – 1999. pomoćnik ministra vanjskih poslova

1999. – 2000. veleposlanik RH u Švicarskoj konfederaciji

2000. – 2005. Ministarstvo vanjskih poslova RH
Režirao je više od 70 (sedamdeset) kazališnih predstava i desetak radio-drama. Adaptirao je i snimio za televiziju nekoliko svojih kazališnih predstava. Snimio je televizijski filme po scenariju Miodraga Pavića "Crvena kraljica" a televizijsku dramu "Figarova rastava" po kazališnom komadu Ödöna von Horvátha. Snimio je film po pripovijetci "Školjka šumi"  Slobodana Novaka, scenarij za igrano-dokumentarni film "Vukovarska pasija i križni put" redatelja Eduarda Galića po svom romanu Piše Sunja Vukovaru.
Jedan od osnivača Prologa, časopisa za kazalište i film. Sudjelovao je s prilozima na "Hvarskim danima", Sterijinom pozorju". Napisao je dvije povijesne studije: Medački džep (Zagreb 2003. – 2004.) i Izvršio sam zapovijed: odveo sam u smrt 900 Hrvata, svjedočenje britanskog časnika Bernarda O' Sullivana o izručenju hrvatskih vojnika 1945. godine titovim partizanima (Zagreb, 2008.).
Član je Hrvatskog kulturnog vijeća, u čijem je upravnom odboru. Član je Društva hrvatskih književnika.

## Djela
- Medački džep, povijesna studija, Zagreb 2003. – 2004.
- Piše Sunja Vukovaru: istinite priče iz Domovinskog rata, roman, Zagreb, 2004.
- Frankfurtska veza: špijunski roman, Zagreb, 2004.
- Izvršio sam zapovijed: odveo sam u smrt 900 Hrvata, povijesna studija, Zagreb 2008.
- Presvijetli i rabin, roman, Zagreb, 2006.
- Tužni hrvatski san: šest drama, Zagreb, 2012.
- Lovac na generala, roman, Split 2013.
- Kostino pismo: (Svrha od slobode), Zagreb, 2014.
- Diplomatske i druge priče, Zagreb, 2016.
- General Praljak, Zagreb, 2017. (suautor Josip Pečarić)[2] (2. proš. izd., Zagreb, 2017.)
- General Praljak: knjiga II., Zagreb, 2018. (suautor Josip Pečarić)
- General Praljak: knjiga III., Zagreb, 2018. (suautor Josip Pečarić)

## Nagrade i odličja
Dobitnik je više nagrada. Nositelj visokih državnih odličja za sudjelovanje u Domovinskom ratu. Dobitnik je nagrada na festivalima i smotrama (MESS, Nagrada grada Zagreba, Godišnja nagrada dramskih umjetnika, Gavelline večeri, Nagrada Vladimir Nazor).
- Red kneza Branimira s ogrlicom
- Red kneza Domagoja s ogrlicom
- Red Nikole Šubića Zrinskog
- Red hrvatskog trolista
- Spomenica Domovinskog rata
- Medalja Bljesak
- Medalja Oluja
- 1997.: Nagrada Marulićevih dana, za predstavu Ljubavi Georgea Washingtona, autora Mira Gavrana, u izvedbi kazališta Epilog teatra iz Zagreba.
- 2003.: Nagrada Bili smo prvi kad je trebalo, za knjigu Piše Sunja Vukovaru.
- 2006.: Nagrada Dubravko Horvatić za prozu, za pripovijetku Miš izija pečat.

## Osobni život
Oženjen je i otac dvoje djece.

## Vanjske poveznice
- Miroslav Međimorec, Opće vojno-političko stanje nakon sarajevskog primirja // National security and the future, sv. 4, br. 1 - 4. Ožujak 2003., str. 27. – 32., (Hrčak)
- Miroslav Međimorec, Izvršio sam zapovijed: odveo sam u smrt 900 Hrvata // National security and the future, sv. 9, br. 4. Siječanj 2009., str. 12. – 98., (Hrčak)